# Pastinachus solocirostris
Pastinachus solocirostris és una espècie poc coneguda de rajada de la família dels dasiàtids, que generalment es troba ens aigües poc profundes i estuaris dels manglars de Borneo, Sumatra, i possiblement de Java. Creixent fins a 72 centímetres d'amplada, aquesta espècie té una aleta pectoral romboide i una cua semblant a un fuet, que té una aleta ventral. Es caracteritza pel seu musell punxegut, el qual està cobert d'escames placoidees. La reproducció és ovovivípara, en la que les femelles possiblement només donen a llum una cria per cop. La UICN ha classificat aquesta espècie com espècie amenaçada, atès que està amenaçada per la sobrepesca i la destrucció i la degradació dels manglars, l'hàbitat on viu..

## Taxonomia
Peter Last, B. Mabel Manjaji, i Gordon Yearsley van descriure aquesta espècie en un article del 2005 escrit per la revista científica Zootaxa, donant-li el nom específic solocirostris, que prové de les paraules llatines solocis ("aspre" o "eriçat") i rostrum ("rostre"). El tipus nomenclatural és un mascle adult de 41 centímetres d'ample que van obtenir al mercat del peix de Mukah, a Sarawak, Malàisia.

## Descripció física
El cos d'aquesta espècie és lleugerament més ample que llarg, té forma de diamant, i és arrodonit en els seus vèrtex exteriors. Els marges anteriors són lleugerament sinuosos i convergeixen en un musell triangular amb un angle inferior a 110°. Els ulls són petits i no gaire elevats, i tenen els espiracles immediatament darrere. Tenen una cortina de pell entre les narius, amb les parts posteriors formant dos lòbuls. La mandíbula superior és fortament corbada i té la part central projectada cap enrere en angle recte, i està confrontada amb el centre de la mandíbula inferior, que té forma d'arc. Les dents llargues i esmussades tenen corones hexagonals disposades en un patró de quincunci. Hi ha al voltant de 20 files de dents superior i 25 files de dents inferiors. Al llarg del fons de la boca té cinc papil·les, amb les dues més externes sent més petites i separades de les altres.
Les aletes pèlviques són triangulars. La cua és moderadament gruixuda a la base i es va estrenyent cap a la punta. Pot assolir fins a 3 vegades ó més la llargada del cos, i té una o dues espines serrades situades a la distància de la mida del cos respecte a la base. Darrere de l'agulló hi ha una aleta ventral esvelta. La superfície del cos està densament coberta d'escames gairebé fins als extrems. Al mig de l'esquena hi té una fila transversal d'espines, sent la del mig la més llarga i amb aspecte de "perla". També presenta denticles a l'esquena i els costats de la cua, a la base i darrere de l'agulló. Mentre viuen, tenen l'esquena coberta d'una capa gruixuda de mucositat. La coloració dorsal varia del color oliva clar fins al marró, esdevenint d'un to rosaci cap als extrems del cos i a les aletes pèlviques, i enfosquint-se fins a gairebé el negre cap a l'extrem de la cua. La part inferior del cos és gairebé blanca, esdevenint també d'un to rosaci cap als extrems. La seva boca punxeguda i coberta de denticles distingeix aquesta espècie de la resta d'espècies del gènere. L'amplada màxima coneguda del cos és de 72 centímetres.

## Distribució i hàbitat
Aquesta espècie de rajada viu al llarg de la costa occidental de Borneo, de la de Sarawak i de Brunei, i l'extrem sud-occidental de Sabah, així com el nord-est de Sumatra. També s'han vist espècimens als mercats de peix de Jakarta, a Java, encara que es desconeixen els seus orígens. Aquesta espècie del fons marí sembla que només viu en aigües costaneres tèrboles i estuaris amb manglars, particularment on hi ha una gran arribada d'aigua dolça provinent dels rius. S'han registrat fins a 30 metres de profunditat, encara que sovint es troben en aigües a menys de 10 metres.

## Ecologia
Com altres rajades, la seva reproducció és ovovivípara. El desenvolupament dels embrions és alimentat pel rovell de l'ou i posteriorment suplementat per una llet uterina produïda per la mare. Els nou-nascuts mesuren entre 22 i 23 centímetres d'ample. Els mascles assoleixen la maduresa sexual amb una amplada del cos que oscil·la entre 28 i 40 centímetres, mentre que les femelles ho fan amb entre 50 i 60.

## Relacions amb humans
Aquesta espècie està subjecta a una pressió pesquera intensiva a la major part de la seva àrea de distribució geogràfica. Aquesta i altres rajades són objectiu de la pesca de palangre, i de vegades de la pesca d'arrossegament i la pesca tradicional. La seva carn, i probablement també la seva pell, són utilitzades. Una amenaça més gran encara per aquesta espècie és la destrucció del seu hàbitat: entre el 1980 i el 2005, més del 30% dels manglars de Malàisia e Indonèsia van ser talats amb diversos propòsits. A més, hi ha amplia degradació del seu hàbitat, deguda la pesca amb explosius, l'escorrentia i el desenvolupament costaner. Com a resultat d'aquestes pressions, la Unió Internacional per a la Conservació de la Natura (UICN) ha catalogat aquesta espècie com a espècie amenaçada.